# Генчо Скордев (математик)
 Тази статия е за математ̀̀ика.  За архитекта вижте Генчо Скордев (архитект).  
Генчо Светославов Скордев е български математик, член-кореспондент на Българската академия на науките от 1989 година.
Във Факултета по математика и информатика на Софийския университет е декан (1983–1989) и ръководител на катедрата по комплексен анализ и топология (1988–1990). Между 1985 и 1988 година ръководи сектора за образование по математика и информатика в Единния център по математика и механика.
Областите му на научен интерес са топология, автоматични редици, обучение по математика. Научните му постижения са в областта на специалните резолвенти на снопове; теория на индекс на неподвижни точки за многозадачни изображения; автоматични редици и фрактали.
Скордев е хумболтов стипендиант със специализации в Бременския университет през 1980–81 и 1989 година, където понастоящем е професор.

## Награди и отличия
- 1971 – Награда на Балканския математически съюз за млади математици
- 1985 – Награда за математика „Никола Обрешков“ на Българската академия на науките и Софийския университет (съвместно с Иван Проданов)
- орден „Кирил и Методий“ І степен
- 2003 – Почетен знак на Софийския университет с лента[2].